# Michigan City (Indiana)
Michigan City is een stad in de Amerikaanse staat Indiana, LaPorte County, en gelegen aan het zuidelijke oever van het Michiganmeer. De toeristische plaats heeft ongeveer 33.000 inwoners.

## Treinverkeer
Michigan City was de laatste plaats waar nog een elektrische interurban midden op straat reed. Dit was tevens de laatste reizigerstrein die niet van Amtrak is die op straat reed. De lijn op zich is wel blijven bestaan, en daarmee ook de enige oude interurban die er nog is in Amerika (South Shore Line). In 2022 is gestart met de verlegging naar een vrije baan naast de straat. Er reden ook goederentreinen met diesellocomotief op straat. Op 25 oktober 2023 is de nieuwe baan in gebruik genomen.

## Geboren
- Anne Baxter (1923-1985), actrice
- Ward Cunningham (1949), computerprogrammeur en uitvinder van het wikiwiki-concept

## Galerij

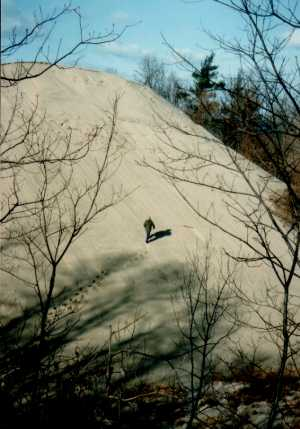
Duinen, Mount Baldy, 4 km ten westen van Michigan City
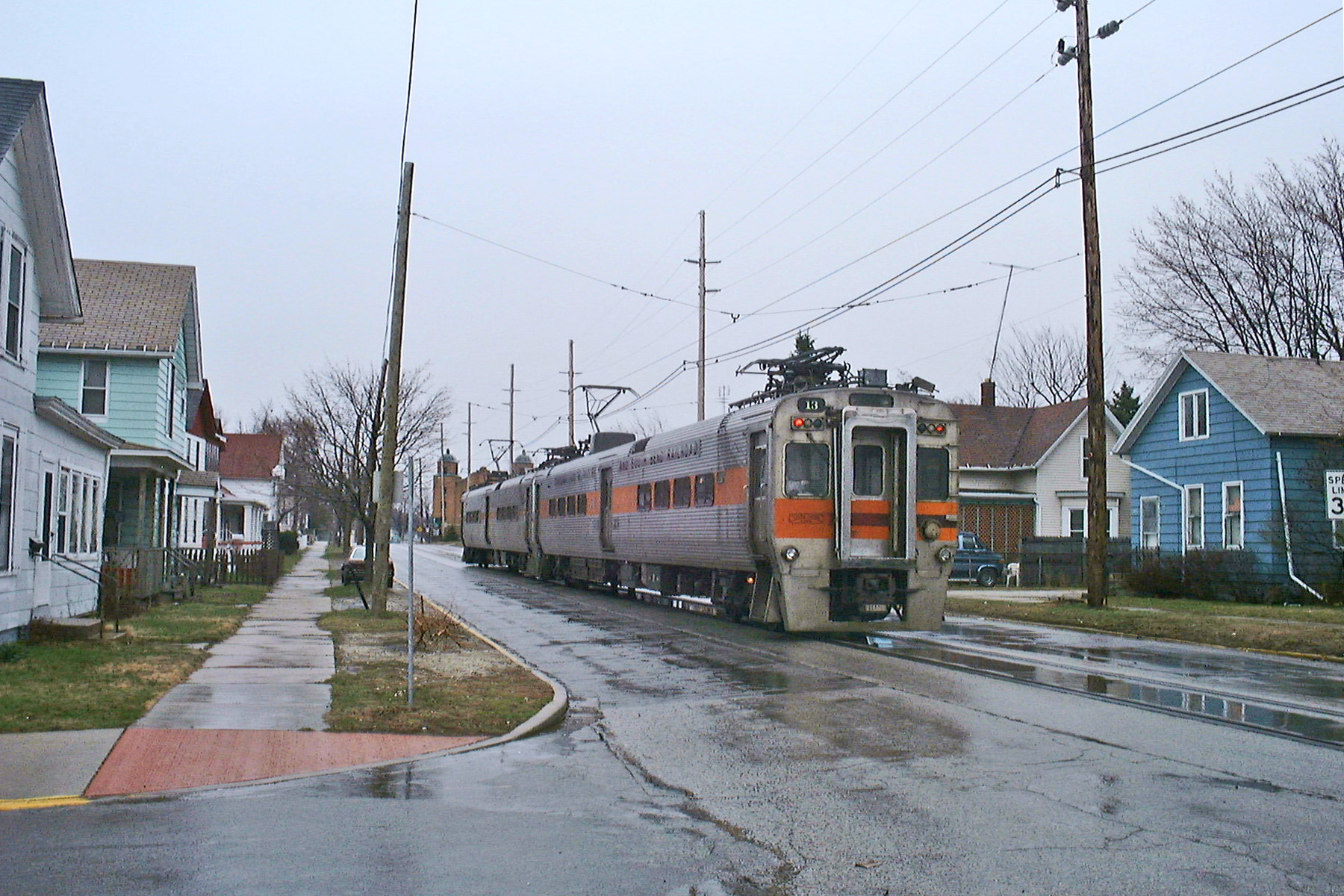
Zo reden de treinen van de South Shore Line door de straten (7 april 2002)

## Plaatsen in de nabije omgeving
De onderstaande figuur toont nabijgelegen plaatsen in een straal van 8 km rond Michigan City.